# Giovanni Battista Biffi
Pour les articles homonymes, voir Biffi.
Giovanni Battista Biffi ou Giambattista Biffi, né le 27 août 1736 à Crémone où il est mort le 9 mai 1807, est un écrivain italien.

## Biographie
D’une famille noble de Crémone, après des études de droit à l’université de Parme (1756-1760), le comte Biffi a rencontré, entre autres, le philosophe encyclopédiste et économiste Condillac et l'écrivain et essayiste Algarotti, qu’il appréciait tout particulièrement. Très imprégné des idées françaises, lecteur de Montesquieu, Voltaire, D'Alembert, Raynal, traducteur d’Helvétius et de Diderot, ami de Giuseppe Baretti et, avec Cesare Beccaria, et les frères Pietro et Alessandro Verri, il faisait partie du premier groupe de l’Académie des Pugni et été proche des collaborateurs d’Il Caffè, mais sa renommée provient plutôt des lettres restées manuscrites, sur des voyages effectués de 1773 à 1777 à Venise, Gênes, Ferrare, dans le Piémont et dans le sud de la France, qui expriment des observations aiguës sur la politique, l’économie, l’art et les mœurs, qu’il a envoyées à ses amis et qui ont fait l’objet d’une édition moderne.

## Ouvrages
- (it) Diario (1777-1781), Giampaolo Dossena, éd., Milan, Bompiani, 1976.

## Sources
- Laurent Reverso, Les Lumières chez les juristes et publicistes lombards au XVIIIe siècle : influence française et spécificité, vol. 26, Collection d'histoire des institutions et des idées politiques, Aix-en-Provence, Presses universitaires d'Aix-Marseille, 2004, 635 p.,  (ISBN 978-2-73140-398-5).